# Iryanthera hostmannii
Iryanthera hostmannii är en tvåhjärtbladig växtart som först beskrevs av George Bentham, och fick sitt nu gällande namn av Otto Warburg. Iryanthera hostmannii ingår i släktet Iryanthera och familjen Myristicaceae. Inga underarter finns listade i Catalogue of Life.